# Ruta de Illinois 109
La Ruta de Illinois 109, y abreviada IL 109 (en inglés: Illinois Route 109) es una carretera estatal estadounidense ubicada en el estado de Illinois. La carretera inicia en el sur desde la IL 3     en Newbern hacia el norte en la US 67     en Jerseyville. La carretera tiene una longitud de 13,2 km (8.22 mi).

## Mantenimiento
Al igual que las autopistas interestatales, y las rutas federales y el resto de carreteras estatales, la Ruta de Illinois 109 es administrada y mantenida por el Departamento de Transporte de Illinois por sus siglas en inglés IDOT.